# Fukei

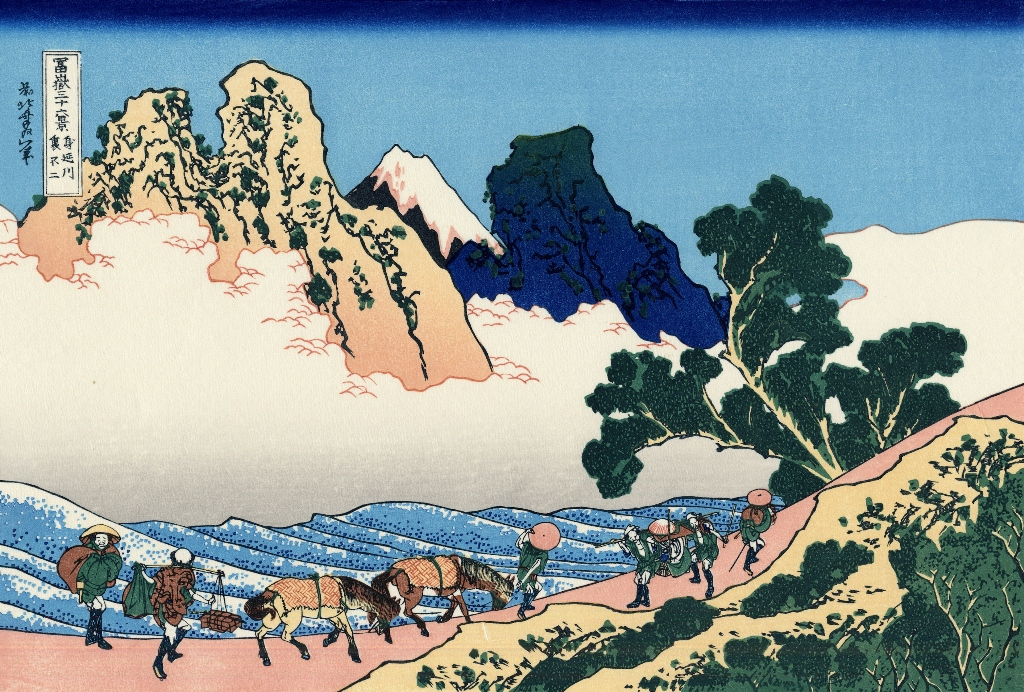
Una de las 36 vistas del Monte Fuji

El fukei (風景?) es la representación de un paisaje mediante la pintura. Se trata de un arte desarrollado tardíamente (mediados de siglo XVIII) usando el Ukiyo-E. Es considerado una rama independiente del Ukiyo-E.

## Historia
En un principio, consistía en un bello paisaje, relevado a segundo plano por las personas que aparecen en la pintura. Los únicos artistas que supieron como aprovechar al máximo las posibilidades que le entregaba el Fukei, fueron Toyoharu y Utamaro. Sin embargo, fue Hokusai quien hizo popular el uso del Ukiyo-E con su composición 36 Vistas Del Monte Fuji (Fugaku San-Jū-Rokku). 
La popularidad de Hokusai, comenzó a rozar con la habilidad de Hiroshige, otro gran paisajista del Ukiyo-E. La restricción del gobierno de ese entonces de no viajar por Japón contribuyó a la popularidad del paisajismo con lo que aumentó aún más la popularidad de estas pinturas. En el siglo XIX, en el gobierno Shōgun, se terminó con esta restricción, por lo que las personas pudieron viajar por dentro del país nuevamente y buscar los paisajes famosos.
- Datos: Q2841228